# Kabinet-Berlusconi IV
Het kabinet–Berlusconi IV (Italiaans: Governo Berlusconi IV) was de regering van de Italiaanse Republiek van 8 mei 2008 tot 16 november 2011.

## Verkiezingen en de formatie
Op 13 en 14 april 2008 werden er verkiezingen gehouden in Italië, nadat de vorige regering van Romano Prodi werd weggestemd in de Italiaanse Senaat. De coalitie het Volk van de Vrijheid-Lega Nord-Movimento per l'Autonomia won in het Huis van afgevaardigden 340 van de 630 zetels, en in de Senaat 168 van de 315 zetels. Een mogelijke coalitie is dus het Volk van de Vrijheid (PdL) en Lega Nord.
Berlusconi heeft gezegd na de uitslag van de verkiezingen bereid te zijn met de oppositie samen te werken om hervormingen te realiseren, de belastingen te verlagen en het overheidsapparaat te saneren. Urgente onderwerpen zijn volgens hem het oplossen van de vuilnis-crisis in Napels en de problemen rond overname van luchtvaartmaatschappij Alitalia door Air France/KLM. Berlusconi is fel tegenstander van een overname van Alitalia door Air France/KLM. Hij heeft dan ook gezegd dat het in Italiaanse handen zal blijven.
Hij heeft ook bekend dat Italië moeilijke tijden tegemoet zal gaan, omdat het land er economisch slecht voor staat. Volgens de planning zal de economie dit jaar zelfs niet groeien. De Italiaanse staat heeft een grote schuld, maar desondanks is hij vastbesloten de belastingen te verlagen. Hij zei van plan te zijn Europees commissaris voor justitie Franco Frattini terug te laten keren als minister van Buitenlandse Zaken en Giulio Tremonti als minister van Financiën.
Lega Nord heeft in de nieuwe regering vier ministerposten, met Umberto Bossi opnieuw als minister van Nationale Hervorming , Roberto Maroni als minister van Binnenlandse Zaken, Luca Zaia is belast met het departement Landbouw en Roberto Calderoli is minister van Vereenvoudiging geworden.

## Verloop van de regering

### 2008
In de eerste maand van de nieuwe regering hield de regering haar eerste vergadering in de Zuid-Italiaanse stad Napels, om het vuilnisprobleem daar op te lossen. Met zijn bezoek wilde hij laten zien dat het hem menens was. Enkele dagen voordat Berlusconi op bezoek kwam, staken boze inwoners van de stad het afval in brand, omdat ze woedend waren over de besluiteloosheid rondom het probleem. De Europese Commissie dreigde Italië voor de rechter te slepen omdat de centrale overheid ook niets deed om het vuilnisprobleem aan te pakken. Berlusconi maakte na de vergadering een pakket maatregelen bekend om het probleem aan te pakken. Hij heeft het hoofd van de Italiaanse civiele bescherming, Guido Bertolaso, als staatssecretaris de opdracht gegeven de noodtoestand in en om Napels aan te pakken. Verder worden stortplaatsen tot "militaire zones" verklaard die worden bewaakt door het leger, aldus Berlusconi. De vorige regering kon de problemen niet oplossen. "Ze hebben een tijdbom achtergelaten, maar ik reken erop dat wij die kunnen ontmantelen", zei Berlusconi voor vertrek uit Rome.
Ook maakte Berlusconi bekend dat de regering harde maatregelen gaat nemen tegen illegale immigratie en criminaliteit. Illegalen zouden tot vier jaar cel moeten kunnen krijgen. Daarnaast wil de regering streven naar minder Roma-zigeuners in het land. De Roma worden door veel Italianen gezien als grote oorzaak van de toename van criminaliteit en geweld in het land .
In juli 2008 stemde de Kamer van Afgevaardigden in met een wet die premier Berlusconi, verdacht van corruptie, onschendbaar maakt tijdens zijn ambtstermijn. In de nieuwe wet kunnen de president van Italië, de premier en voorzitters van de twee kamers van het parlement tijdens hun ambtsperiode niet vervolgd worden. Het wetsvoorstel wordt door de oppositie zwaar bekritiseerd. De Italiaanse Kamer van Afgevaardigden had in juni 2003, toen Berlusconi ook premier was, een vergelijkbare wet aangenomen. Deze werd in januari 2004 echter door het Constitutionele Hof verworpen. Berlusconi, die een paar keer is vrijgesproken van corruptie en nu ook weer verdacht wordt, zou zichzelf willen vrijwaren van rechtszaken.
In dezelfde maand kwam Berlusconi weer met zijn kabinet bijeen in Napels om daar de noodtoestand op te heffen. Hiermee wilde hij aantonen dat de vuilniscrisis in de stad voorbij is. Volgens Berlusconi had het Italiaanse leger inmiddels 35.000 ton afval opgehaald. Berlusconi zei dat het probleem pas echt is opgelost als de tien geplande afvalverbranders klaar zijn en het aantal stortplaatsen is verhoogd. "De nieuwe stortplaatsen zullen desnoods door het leger worden bewaakt tegen de maffia", zei de premier.

### 2009
In maart lanceerde Berlusconi de nieuwe politieke partij, genaamd het Volk van de Vrijheid. Tijdens een driedaagse oprichtingscongres zei hij dat de rol van de minister-president moet worden versterkt, en dat daarvoor de grondwet moet worden hervormd. Binnen het Volk van de Vrijheid krijgt Berlusconi veel te zeggen. Hij benoemt onder meer de mensen voor alle posten van belang binnen de partij. Het Volk van de Vrijheid is een fusie van de twee grootste centrumrechtse partijen, Forza Italia en Alleanza Nazionale.
Bij de NAVO-top in Straatsburg in april ontstond een rel rondom Berlusconi, omdat hij de Duitse bondskanselier Angela Merkel en de andere NAVO-leiders liet wachten. Hij liep niet met de rest van het gezelschap mee over de voetbrug over de Rijn van Duitsland naar Frankrijk, maar bleef aan de Duitse kant een telefoongesprek voeren. Merkel ontving voor de wandeling alle regeringsleiders. Toen Berlusconi aankwam, wees hij op zijn mobiele telefoon en ging met de rug naar Merkel toe aan de Rijn een telefoongesprek voeren. De bondskanselier was duidelijk ontstemd. Nadat ze als laatste de Britse premier Gordon Brown had begroet, besloot ze niet meer op Berlusconi te wachten. Volgens medewerkers probeerde Berlusconi zijn Turkse collega Recep Tayyip Erdoğan ertoe te brengen zijn verzet tegen de Deense premier Anders Fogh Rasmussen op te geven, die de nieuwe secretaris-generaal van de NAVO zou worden. Berlusconi bleef bijna een half uur aan de telefoon. Berlusconi ontbrak bij de groepsfoto op de brug en bij de herdenking van de gesneuvelde NAVO-militairen. Hij arriveerde pas toen aan de Franse kant een tweede groepsfoto werd gemaakt.
De Europese parlementsverkiezingen in juni werden een succes voor Berlusconi's Volk van de Vrijheid. Met 35% liet hij de Democratische Partij met 26% ver achter. Samen met de andere coalitiepartijen Lega Nord en Polo dell'Autonomia 47,7% van de stemmen, goed voor 33 van de 78 zetels in het Europees Parlement.
In juli organiseerde Berlusconi de G8-top in Italië, in het plaatsje L'Aquila, waar in april een aardbeving aan 295 mensen het leven kostte. Berlusconi verplaatste de top van Sardinië, waar hij eerst gehouden zou worden, naar L’Aquila, om de aardbeving op de agenda van de wereldleiders te zetten.
In september werd de premier op de vingers getikt door president Giorgio Napolitano. Aanleiding was een toespraak van Berlusconi eerder, waarin hij beweerde dat de "oppositie Israëlische en Amerikaanse vlaggen verbrandt en dat ze juichten bij de dood van zes van onze soldaten". President Napolitano riep Berlusconi op "de waarheid in ere te herstellen". Hij beklemtoonde dat alle partijen de missie in Afghanistan hebben gesteund. De president staat in Italië boven de partijen en houdt toezicht op de correcte gang van zaken binnen de instituties. Berlusconi reageerde hoofdschuddend en beklaagde zich dat de president geen gelegenheid voorbij laat gaan om te interveniëren. Maar de Italiaanse premier erkende dat hij te ver was gegaan. "Ik had moeten zeggen dat ik me richtte op de linkse groeperingen die niet zijn vertegenwoordigd in het parlement. Ik heb me laten meeslepen door de sfeer tijdens de partijbijeenkomst". Eerder op de dag zei hij over de Obama's: "Ik moet u de groeten overbrengen van die meneer. Hoe heet-ie alweer? Die zongebruinde kerel. Ah Barack Obama!" Over Obama’s vrouw Michelle, die op de G20-top in Pittsburgh vrijwel alle regeringsleiders met een kus ontving en Berlusconi een hand gaf, zei Berlusconi: "Je zult het niet geloven, maar ze zijn met zijn tweetjes naar het strand geweest, want zijn vrouw is ook zongebruind". Een week eerder kondigde Berlusconi aan dat hij alleen nog maar over feiten wil praten met journalisten. Hij verwijt de "schurkachtige" pers dat ze alleen roddels over zijn privéleven wil verspreiden.
De Italiaanse premier lag naast de pers ook overhoop met de magistratuur, delen van de kerk, partijgenoot Gianfranco Fini, en het constitutionele hof bepaalde dat de immuniteitswet van Berlusconi het principe van gelijkheid schendt (zie onder). Na langdurig diplomatiek overleg achter de schermen wist Berlusconi’s naaste medewerker Gianni Letta een ontmoeting met paus Benedictus XVI te organiseren. De verhoudingen met de katholieke kerk waren vertroebeld na de aanval van Il Giornale, de krant van Berlusconi’s broer, op de hoofdredacteur van de bisschoppenkrant L'Avvenire. Die werd in een stuk neergezet als een homoseksueel die vrouwen lastig heeft gevallen. Ook heeft de kerk kritiek geuit op Berlusconi’s losbandige leefwijze. Zijn vrouw Veronica Lario heeft in de zomer een echtscheiding aangekondigd met haar man.

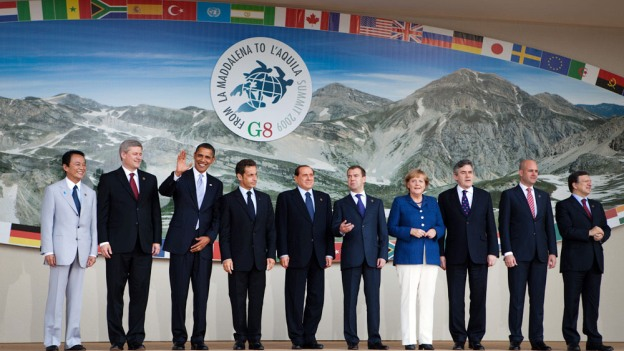
Berlusconi tijdens de G8-top in Italië

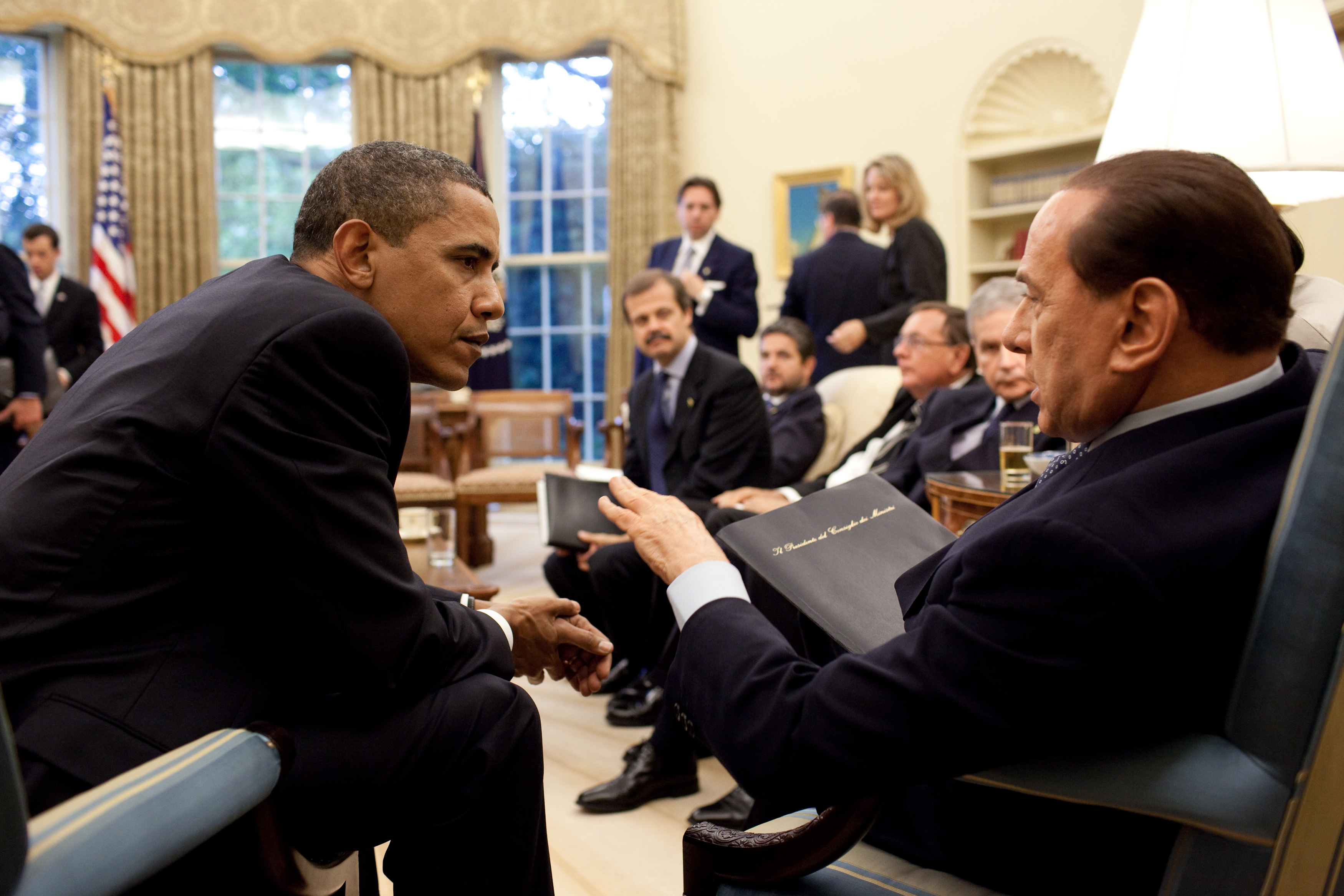
Berlusconi met Barack Obama

In het najaar van 2009 zakte de waardering voor Berlusconi voor het eerst gezakt tot 47 procent, tegen 62 procent in oktober 2008, aldus de oppositiekrant la Repubblica. Dit na een zomer vol onthullingen over seksschandalen rondom de premier. De van omkoping verdachte zakenman Gianpaolo Tarantini verklaarde bij justitie in Bari namelijk dat hij tussen februari en mei 2009 achttien feestjes voor de premier verzorgde, waarbij dertig vrouwen op bezoek kwamen. Niet alleen het escortmeisje Patrizia D'Addario, maar minstens drie andere vrouwen zouden de nacht met Berlusconi hebben doorgebracht. Maar volgens opiniepeiler Nando Pagnoncelli zeg 74 procent van de Italianen dat Berlusconi’s uitspattingen geen invloed hebben op hun oordeel over hem. Berlusconi gelooft dat ook: "De meeste Italianen wensen dat ze als mij zouden kunnen zijn. Ze herkennen zich in mij en in de manier waarop ik me gedraag". Ook werkt justitie aan een dossier over de samenwerking tussen politiek en maffia begin jaren negentig, dat mogelijk belastend is voor medewerkers van Berlusconi. Onder hen Marcello dell'Utri, medeoprichter van Berlusoni’s eerste partij Forza Italia, die tot negen jaar cel is veroordeeld wegens banden met de maffia.
In oktober werd door het Constitutionele Hof bepaald dat Berlusconi niet langer onschendbaar zou zijn. De immuniteitswet schendt volgens het Hof het principe van gelijkheid. Hierdoor kon de weg vrij worden gemaakt voor twee rechtszaken. Hij zal zich moeten verantwoorden voor het vermeende omkopen van de getuige David Mills. Deze Britse advocaat en voormalig adviseur van Berlusconi is veroordeeld tot 4,5 jaar gevangenisstraf, omdat hij, in ruil voor 600.000 dollar, meineed pleegde in een rechtszaak, waardoor Berlusconi vrijuit kon gaan. Daarnaast zal Berlusconi worden vervolgd voor belastingontduiking en boekhoudkundige fraude. Hij zou via een financiële constructie bij de aankoop van filmrechten tientallen miljoenen aan de Italiaanse fiscus hebben onthouden. Bekijk hier een overzicht van de belangrijkste rechtszaken waar Berlusconi bij betrokken is geweest. "Ik ga door. Het Hof is gepolitiseerd. Het is een instrument in handen van links", zo de eerste reactie van Berlusconi. Volgens landsadvocaat Glauco Nori, die Berlusconi vertegenwoordigt, leidt afkeuring van de immuniteitswet tot "onherstelbare schade". Het wordt voor Berlusconi "onmogelijk om met de gewenste inzet" zijn werk te doen, "als het al niet zal leiden tot zijn ontslag", aldus Nori.
Op 13 december werd premier Berlusconi aangevallen door Massimo Tartaglia, die al tien jaar onder behandeling is voor mentale problemen. Boze omstanders probeerden hem direct na zijn arrestatie aan te vallen. Berlusconi gaf op het Domplein in Milaan een toespraak op een bijeenkomst van het Volk van de Vrijheid. Na een toespraak deelde Berlusconi handtekeningen uit aan zijn supporters. Tussen de bewakers door slaagde Tartaglia erin hem in het gezicht te treffen met een metalen object. Berlusconi had beschadiging aan twee tanden en aan zijn lip; hij werd 24 uur voor controle in het ziekenhuis gehouden, maar zei na een eerste behandeling dat het goed met hem ging. Hij toonde zich volgens partijgenoten die hem in het ziekenhuis hebben bezocht „verbitterd” vanwege "de haatcampagne" die volgens hem de laatste tijd tegen hem wordt gevoerd. Maar, zo zou hij hebben gezegd: "Ik ben er nog altijd en ze zullen me niet stoppen".

### 2010
Op 11 januari ging Berlusconi weer aan de slag, na de aanslag van begin december. Hij had een nieuw gebit gekregen na de aanval. Hij wees naar zijn kaak om aan te tonen dat het litteken bijna volledig verdwenen is. Een close-up van zijn gebit liet ook zien dat de tanden van Berlusconi weer volledig opgelapt zijn. Het incident heeft Berlusconi wel opnieuw populairder gemaakt in Italië. Hij vergaderde met zijn ministers en wilde met president Giorgio Napolitano overleggen over de geplande hervormingen waaronder een omstreden wet die voor kortere rechtszaken moet zorgen.
Op 21 januari keurde de Italiaanse Senaat een nieuwe wet goed die de duur van rechtszaken drastisch beperkt, een regeling die volgens critici speciaal is gemaakt voor Berlusconi. De meest grondige hervorming van het Italiaanse recht sinds de Tweede Wereldoorlog moet echter nog wel worden goedgekeurd door de Kamer, maar daar heeft de partij van Berlusconi een nog ruimere meerderheid dan in de Senaat, waar het voorstel met 163 stemmen voor en 130 tegen werd aangenomen. Rechtszaken mogen volgens de nieuwe wet nog maximaal zes en een half tot tien jaar duren. Voor de ergste delicten als terrorisme of betrokkenheid bij de maffia betekent dit dat een zaak verjaart na tien jaar – vijf jaar voor eerste aanleg, drie jaar voor beroep en twee jaar voor cassatie. De wet geldt met terugwerkende kracht, waardoor een einde komt aan ruim 100.000 rechtszaken, waarvan twee tegen Berlusconi. De oppositie meent daarom dat de wet speciaal voor Berlusconi is geschreven, nadat de hoogste rechter in oktober zijn onschendbaarheid had opgeheven. Daardoor konden meerdere processen tegen hem worden hervat. Berlusconi ontkent de aantijging en reageerde gisteren door te zeggen dat ook de nieuwe termijnen nog te lang zijn. Berlusconi staat momenteel in Milaan terecht voor omkoping van een getuige in een ander proces en fiscale fraude bij zijn tv- en mediagroep Mediaset.

## Kabinet–Berlusconi IV (2009–2011)
| Ambtsbekleder                              | Ambtsbekleder              | Ambtsbekleder                     | Functie                                                    | Ambtstermijn   | Ambtstermijn     | Partij |
| ------------------------------------------ | -------------------------- | --------------------------------- | ---------------------------------------------------------- | -------------- | ---------------- | ------ |
|                                            | Silvio Berlusconi          | Silvio Berlusconi (1936–2023)     | Premier                                                    | 8 mei 2008     | 16 november 2011 | PdL    |
|                                            | Gianni Letta               | Gianni Letta (1935)               | Secretaris- generaal                                       | 8 mei 2008     | 16 november 2011 | PdL    |
|                                            | Roberto Maroni             | Roberto Maroni (1955–2022)        | Minister van Binnenlandse Zaken                            | 8 mei 2008     | 16 november 2011 | LN     |
|                                            | Franco Frattini            | Franco Frattini (1957)            | Minister van Buitenlandse Zaken                            | 8 mei 2008     | 16 november 2011 | PdL    |
|                                            | Giulio Tremonti            | Giulio Tremonti (1947)            | Minister van Financiën                                     | 8 mei 2008     | 16 november 2011 | PdL    |
|                                            | Angelino Alfano            | Angelino Alfano (1970)            | Minister van Justitie                                      | 8 mei 2008     | 27 juli 2011     | PdL    |
|                                            | Nitto Francesco Palma      | Nitto Francesco Palma (1950)      | Minister van Justitie                                      | 27 juli 2011   | 16 november 2011 | PdL    |
|                                            | Claudio Scajola            | Claudio Scajola (1948)            | Minister van Economische Zaken                             | 8 mei 2008     | 4 mei 2010       | PdL    |
|                                            | Silvio Berlusconi          | Silvio Berlusconi (1936–2023)     | Minister van Economische Zaken                             | 4 mei 2010     | 4 oktober 2010   | PdL    |
|                                            | Paolo Romani               | Paolo Romani (1947)               | Minister van Economische Zaken                             | 4 oktober 2010 | 16 november 2011 | PdL    |
|                                            | Ignazio La Russa           | Ignazio La Russa (1947)           | Minister van Defensie                                      | 8 mei 2008     | 16 november 2011 | PdL    |
|                                            | Ferruccio Fazio            | Ferruccio Fazio (1944)            | Minister van Volksgezondheid                               | 8 mei 2008     | 16 november 2011 | O      |
|                                            | Maurizio Sacconi           | Maurizio Sacconi (1950)           | Minister van Arbeid en Sociale Zaken                       | 8 mei 2008     | 16 november 2011 | PdL    |
|                                            | Mariastella Gelmini        | Mariastella Gelmini (1973)        | Minister van Onderwijs                                     | 8 mei 2008     | 16 november 2011 | PdL    |
| Minister van Hoger Onderwijs en Wetenschap | Mariastella Gelmini        | Mariastella Gelmini (1973)        |                                                            | 8 mei 2008     | 16 november 2011 | PdL    |
|                                            | Altero Matteoli            | Altero Matteoli (1940–2017)       | Minister van Transport                                     | 8 mei 2008     | 16 november 2011 | PdL    |
|                                            | Luca Zaia                  | Luca Zaia (1968)                  | Minister van Landbouw                                      | 8 mei 2008     | 16 april 2010    | LN     |
|                                            | Giancarlo Galan            | Giancarlo Galan (1956)            | Minister van Landbouw                                      | 16 april 2010  | 23 maart 2011    | PdL    |
|                                            | Francesco Saverio Romano   | Francesco Saverio Romano (1964)   | Minister van Landbouw                                      | 23 maart 2011  | 16 november 2011 | PdL    |
|                                            | Stefania Prestigiacomo     | Stefania Prestigiacomo (1966)     | Minister van Milieu                                        | 8 mei 2008     | 16 november 2011 | PdL    |
|                                            | Sandro Bondi               | Sandro Bondi (1959)               | Minister van Cultuur                                       | 8 mei 2008     | 23 maart 2011    | PdL    |
|                                            | Giancarlo Galan            | Giancarlo Galan (1956)            | Minister van Cultuur                                       | 23 maart 2011  | 16 november 2011 | PdL    |
|                                            | Elio Vito                  | Elio Vito (1960)                  | Minister voor Parlementaire Betrekkingen                   | 8 mei 2008     | 16 november 2011 | PdL    |
|                                            | Renato Brunetta            | Renato Brunetta (1950)            | Minister voor Publieke Diensten                            | 8 mei 2008     | 16 november 2011 | PdL    |
|                                            | Gianfranco Rotondi         | Gianfranco Rotondi (1960)         | Minister voor Overheidsbeleid                              | 8 mei 2008     | 16 november 2011 | PdL    |
|                                            | Umberto Bossi              | Umberto Bossi (1941)              | Minister voor Bestuurlijke Vernieuwing                     | 8 mei 2008     | 16 november 2011 | LN     |
|                                            | Andrea Ronchi              | Andrea Ronchi (1955)              | Minister voor Europese Zaken                               | 8 mei 2008     | 27 juli 2011     | PdL    |
|                                            | Anna Maria Bernini         | Anna Maria Bernini (1965)         | Minister voor Europese Zaken                               | 27 juli 2011   | 16 november 2011 | PdL    |
|                                            | Raffaele Fitto             | Raffaele Fitto (1969)             | Minister voor Regionale Zaken en Territoriale Ontwikkeling | 8 mei 2008     | 16 november 2011 | PdL    |
|                                            | Mara Carfagna              | Mara Carfagna (1975)              | Minister voor Gelijkheid                                   | 8 mei 2008     | 16 november 2011 | PdL    |
|                                            | Giorgia Meloni             | Giorgia Meloni (1977)             | Minister voor Jeugdzaken                                   | 8 mei 2008     | 16 november 2011 | PdL    |
|                                            | Roberto Calderoli          | Roberto Calderoli (1956)          | Minister voor Wetgevende Vereenvoudiging                   | 8 mei 2008     | 16 november 2011 | LN     |
|                                            | Michela Vittoria Brambilla | Michela Vittoria Brambilla (1967) | Minister voor Toerisme                                     | 9 mei 2009     | 16 november 2011 | PdL    |
|                                            | Aldo Brancher              | Aldo Brancher (1943)              | Minister voor Subsidiariteit en Decentralisatie            | 18 juni 2010   | 5 juli 2010      | PdL    |

De Gasperi II · De Gasperi III · De Gasperi IV · De Gasperi V · De Gasperi VI · De Gasperi VII · De Gasperi VIII · Pella · Fanfani I · Scelba · Segni I · Zoli · Fanfani II · Segni II · Tambroni · Fanfani III · Fanfani IV · Leone I · Moro I · Moro II · Moro III · Leone II · Rumor I · Rumor II · Rumor III · Colombo · Andreotti I · Andreotti II · Rumor IV · Rumor V · Moro IV · Moro V · Andreotti III · Andreotti IV · Andreotti V · Cossiga I · Cossiga II · Forlani · Spadolini I · Spadolini II · Fanfani V · Craxi I · Craxi II · Fanfani VI · Goria · De Mita · Andreotti VI · Andreotti VII · Amato I · Ciampi · Berlusconi I · Dini · Prodi I · D'Alema I · D'Alema II · Amato II · Berlusconi II · Berlusconi III · Prodi II · Berlusconi IV · Monti · Letta · Renzi · Gentiloni · Conte I · Conte II · Draghi · Meloni